# Dotación financiera
Una dotación financiera (traducción un tanto literal y tal vez no correcta del todo del inglés “financial endowment”) es una donación de dinero o bienes a una institución, por lo general, con la condición de que sea invertido, y el fondo principal permanecerá intacto a perpetuidad o por un período definido. Esto permite a la donación tener un impacto a largo plazo.
El valor total de las inversiones de una entidad se conoce como la dotación de la institución. 

## Apoyo a colegios y universidades
En los Estados Unidos de América la dotación total puede ser más de mil millones de dólares en muchas universidades privadas de estabilidad financiera, tales como Harvard, que tiene un patrimonio de más de 36 mil millones de dólares. Sin embargo, cada universidad suele tener la dotación de numerosos, cada uno de los cuales son con frecuencia restringido a la financiación de áreas muy específicas de la universidad. Los ejemplos más comunes están dotados de cátedras (también conocido como sillas con nombre), y dotado de becas universitarias o becas gubernamentales. Por ejemplo, la Universidad de Harvard tiene 10.800 dotaciones separadas.
En las universidades, normalmente se gasta un 4-6% de los activos de la dotación de cada año, con cualquier exceso de los ingresos reinvertidos para aumentar la dotación y para compensar la inflación y las recesiones en los años futuros. Los fondos de dotación también se han creado para el apoyar distritos escolares públicos de primaria y secundaria en varios estados. 
Kansas en 1983 incorporó la dotación financiera en la escuela pública en Paola, Kansas, una pequeña ciudad de 5.000 de la población. Hoy en día cuenta con aproximadamente dos millones de dólares en dotaciones principales, que genera aproximadamente 110.000 dólares anuales para distribuir en becas para graduados de secundaria y para financiar proyectos especiales en el distrito que no tienen cargos de impuestos. Para Promover el desarrollo de asociaciones a través de la dotación de Kansas, asociación de dotación USD 368 recibió un premio de reconocimiento en todo el estado ha desarrollado un "kit inicial" para ayudar a otros distritos escolares de Kansas en la organización y el establecimiento de nuevas asociaciones de dotaciones.
Casi todas las Universidades en el Reino Unido son públicos en lugar de las instituciones comerciales. Por lo tanto hay una menor cultura de dotación financiera, tiene datos financieros en general mucho más bajos.

### Dotaciones restringidas
La dotación de los ingresos puede ser restringida por los donantes en muchas maneras. Las dotaciones de Cátedras y becas son las donaciones restringidas más comunes. Una dotación puede ser restringida a fin de persuadir a una universidad para recibir un estudiante en particular, a pesar de las consideraciones éticas y las leyes fiscales contra esto.

#### Cátedras dotadas
Un cátedra dotada (o silla dotada) es una posición permanente pagada con los ingresos procedentes de un fondo de dotación creado específicamente para ese fin. Normalmente, la posición es designado para estar en un departamento determinado. Al donante se le permite el nombre de la posición, que normalmente adopta el formato: Primer apellido y nombre, beca de, nombre del departamento. 
Las cátedras dotadas auxiliadas por la universidad proveen un miembro de facultad que no tienen que ser pagados en su totalidad con cargo al presupuesto de funcionamiento, lo que permite a la universidad reducir su estudiante-ratio de profesores (una estadística que se usa para la Clasificación de la universidad y otras evaluaciones institucionales) dinero que de otra manera habría sido gastado en sueldos se gasta otras necesidades universitarias.
Además, la celebración de esa cátedra se considera como un honor en el mundo académico y la universidad pueden utilizar para recompensar a sus mejores profesores y para reclutar profesores de otras instituciones. En la actualidad, se requiere una dotación de 1.3 millones de dólares para dotar una cátedra en la más reputadas universidades públicas y privadas. En las escuelas estatales mínimas, las donaciones de menos de seis cifras puede ser suficiente.
Las primeras cátedras dotadas fueron establecidas por el emperador romano y filósofo estoico Marco Aurelio, en Atenas en el año 176 d. C., Aurelio creó una cátedra dotada para cada una de las principales escuelas de la filosofía: el platonismo, el aristotelismo, el estoicismo y epicureísmo. Más tarde, las dotaciones similares se establecieron en algunas otras ciudades importantes del Imperio.
La práctica fue adaptada al sistema universitario moderno, a partir de Inglaterra en 1502, cuando Margarita Beaufort, condesa de Richmond y su abuela para el futuro rey Henry VIII, creó las primeras cátedras dotadas en la divinidad en las universidades de Oxford y Cambridge. [7]
Casi 50 años más tarde, Henry VIII estableció la cátedras Regius en ambas universidades, esta vez en cinco materias: teología, derecho civil, hebreo, griego y física -la última de las que corresponden a lo que hoy conocemos como la medicina y las ciencias básicas. Hoy, la Universidad de Glasgow tiene quince Cátedras Regius.
Particulares pronto adoptaron la práctica de dotar a las cátedras. Isaac Newton celebró la Cátedra Lucasiana de matemáticas al comienzo de Cambridge en 1669, más recientemente tomada por el famoso físico Stephen Hawking.

#### Becas dotadas
Una beca dotada es el pago permanente de la matrícula (y posiblemente otros costos) con los ingresos de un fondo de dotación creado específicamente para ese fin. Puede ser basado en el mérito o basado en la necesidad (que es concedida a los alumnos que viven a expensas universidad por penuria financiera de la familia), dependiendo de la política universitaria o preferencias de los donantes. Algunas universidades facilitarán el cumplimiento de los donantes a los estudiantes que están ayudando. Dado el costo de la universidad, la financiación es generalmente un factor decisivo para los estudiantes al elegir a que universidad ingresar.
Ofreciendo dinero las universidades son a veces capaces de atraer a los estudiantes de distancia de otras universidades. La cantidad que debe ser donado para iniciar un fondo de becas puede variar enormemente. Las becas son similares, aunque son más comúnmente asociados con los estudiantes de posgrado. Además de ayudar con la matrícula, que también puede incluir un estipendio. Becas con un estipendio saludable puede atraer a los estudiantes fuera de la fuerza de trabajo, para trabajar en un doctorado. Frecuentemente, la enseñanza o el trabajo en la investigación es una parte obligatoria de una beca. 

### Cuasi-dotaciones
Una casi dotación, o un fondo funcionando como una donación, se limita a los fondos asignados por el Consejo de Administración de una organización, más que limitada por un donante o una agencia fuera de otra, para ser invertido para generar ingresos durante un período largo, pero no se especifica, y la Junta de Gobierno tiene derecho a decidir en cualquier momento gastar el capital de dichos fondos. Por otra parte de la Fundación frente a la dotación de casi distinción, hay otra categoría en doble vía, de manera restringida y limitada, que se centra en el uso de los fondos.
Como ejemplo, una cuasi-dotación puede verse limitada por los donantes a apoyar el equipo de tenis, el uso está restringido a un propósito, pero la Junta de Gobierno puede "invade principal" para apoyar al equipo de tenis.

## Críticas
Los funcionarios a cargo de la dotación de algunas universidades han sido criticados por "acaparamiento" y demasiada reinversión de la dotación de los ingresos. Teniendo en cuenta la dotación de una actuación histórica de 10-11% y una tasa de pago de 5%, alrededor de la mitad de los ingresos de la dotación se reinvierten. Aproximadamente el 3% de la reinversión se utiliza para mantener el ritmo de la inflación, lo que arroja un crecimiento ajustado a la inflación anual del 2% de la dotación. Claro que muchas dotaciones no llegan a ganar 10-11 por ciento.
Dos argumentos contra la inflación y el crecimiento ajustado de dotación son:
1. El dinero se necesita más en el presente que en el futuro.
Algunos afirman que el futuro será mucho más rico materialmente mayor que el presente debido a la innovación tecnológica y a la especialización. En contrapunto, el premio Nobel James Tobin hace un caso para la equidad intergeneracional.
2. Un crecimiento constante de protecciones de dotaciones en universidades por las fuerzas competitivas.
En cuanto la dotación de reinversión comienza a convertirse en una gran parte de su crecimiento, la necesidad de estudiantes y exalumnos donantes de fondos para el presupuesto de la universidad y la dotación se reduce. Por lo tanto, los incentivos que ofrecen las fuerzas del mercado tradicional para ejecutar de manera eficiente una universidad pueden verse reducidos y por lo menos en teoría, hacer que la administración universitaria no rinda cuentas de sus acciones. 
(Esto también podría ser considerado un objetivo loable, ya que implicaría la libertad de los académicos de las preocupaciones financieras, lo que podría causar una amplia gama de temas de investigación a disposición de estudiantes y profesores).